# Formosopyrrhona satoi
Formosopyrrhona satoi là một loài bọ cánh cứng trong họ Cerambycidae.